# Championnats du monde de voile 2023
Navigation
Édition précédente
Les Championnats du monde de voile 2023 ont lieu à Schéveningue, un quartier de La Haye aux Pays-Bas, du 10 au 20 août 2023. Il s'agit des 6e championnats organisés par la Fédération mondiale de voile et les résultats sont qualifiants pour les Jeux olympiques de 2024.
Les championnats auraient dû être programmés en 2022 mais les organisateurs ont choisi conjointement de décaler les mondiaux d'une année à cause de la Pandémie de Covid-19. Le site avait également accueilli les championnats du monde de voile junior en 2022.

## Épreuves au programme
Douze épreuves de voile sont au programme de ces Championnats du monde de voile :
- Dinghy : ILCA 7 / Laser standard (hommes), ILCA 6 / Laser radial (femmes), 470 (mixte)
- Skiff : 49er (hommes), 49er FX (femmes)
- Planche à voile : IQfoil (hommes, femmes)
- Kitesurf : Formula Kite (hommes, femmes)
- Multicoque : Nacra 17 (mixte)

Le lac de Braassemermeer accueille également un championnat de para-voile avec quatre disciplines.
- Hansa 303 (hommes, femmes)
- 2.4mR (open)
- RS Venture Connect (open)

## Règles
Pour obtenir le score final, on additionne les places obtenues à chaque course, hormis celle où le classement a été le moins bon. Le vainqueur est celui qui a le plus petit nombre de points.

## Résultats
| Épreuves        | Or                                             | Argent                                       | Bronze                                   |
| --------------- | ---------------------------------------------- | -------------------------------------------- | ---------------------------------------- |
| Hommes          |                                                |                                              |                                          |
| 49er            | Pays-Bas- Bart Lambriex - Floris van de Werken | Suisse- Sebastien Schneiter - Arno De Planta | Espagne- Diego Botín - Florián Trittel   |
| Laser standard  | Matthew Wearn                                  | Michael Beckett                              | George Gautrey                           |
| Planche à voile | Luuc van Opzeeland                             | Sebastian Kördel                             | Nicolò Renna                             |
| Kitesurf        | Maximilian Maeder                              | Toni Vodišek                                 | Axel Mazella                             |
| Femmes          |                                                |                                              |                                          |
| 49er FX         | Suède- Vilma Bobeck - Rebecca Netzler          | Pays-Bas- Odile van Aanholt - Annette Duetz  | Australie- Olivia Price - Evie Haseldine |
| Laser radial    | Mária Érdi                                     | Maud Jayet                                   | Anne-Marie Rindom                        |
| Planche à voile | Shahar Tibi                                    | Katy Spychakov                               | Emma Wilson                              |
| Kitesurf        | Lauriane Nolot                                 | Eleanor Aldridge                             | Lily Young                               |
| Mixte           |                                                |                                              |                                          |
| 470             | Japon- Keiju Okada - Miho Yoshioka             | Espagne- Jordi Xammar - Nora Brugman         | Japon- Tetsuya Isozaki - Yurie Seki      |
| Nacra 17        | Italie- Ruggero Tita - Caterina Banti          | Grande-Bretagne- John Gimson - Anna Burnet   | Suède- Emil Järudd - Hanna Jonsson       |

| Épreuves           | Or                                      | Argent                                   | Bronze                               |
| ------------------ | --------------------------------------- | ---------------------------------------- | ------------------------------------ |
| Para Hommes        |                                         |                                          |                                      |
| Hansa 303          | Piotr Cichocki                          | Takumi Niwa                              | João Pinto                           |
| Para Femmes        |                                         |                                          |                                      |
| Hansa 303          | Betsy Alison                            | Olga Gornas-Grudzien                     | Alison Weatherly                     |
| Para Open          |                                         |                                          |                                      |
| 2.4mR              | Heiko Kröger                            | Antonio Squizzato                        | Davide Di Maria                      |
| RS Venture Connect | France- Ange Margaron - Olivier Ducruix | Portugal- Pedro Reis - Guilherme Ribeiro | Canada- John McRoberts - Scott Lutes |

## Tableau des médailles
Le classement tient compte des résultats en paravoile
| Rang  | Nation           | Or | Argent | Bronze | Total |
| ----- | ---------------- | -- | ------ | ------ | ----- |
| 1     | Pays-Bas         | 2  | 1      | 0      | 3     |
| 2     | France           | 2  | 0      | 1      | 3     |
| 3     | Italie           | 1  | 1      | 2      | 4     |
| 4     | Japon            | 1  | 1      | 1      | 3     |
| 5     | Allemagne        | 1  | 1      | 0      | 2     |
| 5     | Israël           | 1  | 1      | 0      | 2     |
| 5     | Pologne          | 1  | 1      | 0      | 2     |
| 8     | Australie        | 1  | 0      | 2      | 3     |
| 9     | Suède            | 1  | 0      | 1      | 2     |
| 10    | États-Unis       | 1  | 0      | 0      | 1     |
| 10    | Hongrie          | 1  | 0      | 0      | 1     |
| 10    | Singapour        | 1  | 0      | 0      | 1     |
| 13    | Royaume-Uni      | 0  | 3      | 2      | 5     |
| 14    | Suisse           | 0  | 2      | 0      | 2     |
| 15    | Espagne          | 0  | 1      | 1      | 2     |
| 15    | Portugal         | 0  | 1      | 1      | 2     |
| 17    | Slovénie         | 0  | 1      | 0      | 1     |
| 18    | Canada           | 0  | 0      | 1      | 1     |
| 18    | Danemark         | 0  | 0      | 1      | 1     |
| 18    | Nouvelle-Zélande | 0  | 0      | 1      | 1     |
| Total | Total            | 14 | 14     | 14     | 42    |